# أصول تحت الإدارة
في مجال التمويل، تقيس الأصول تحت الإدارة (بالإنجليزية: assets under management أو AUM) القيمة السوقية الإجمالية لجميع الأصول المالية التي يتحكم فيها فرد أو مؤسسة مالية - مثل صندوق استثمار مشترك أو شركة رأس مال استثماري أو مؤسسة إيداع - أو بروتوكول شبكة لامركزي، عادةً نيابة عن العميل.  يمكن إدارة الأموال للعملاء أو مستخدمي المنصة أو لأنفسهم فقط، كما هو الحال في المؤسسة المالية التي تمتلك صناديق استثمارية مشتركة أو تمتلك رأس مال استثماري خاص بها.  قد يختلف التعريف والصيغة لحساب الأصول المدارة من كيان إلى آخر. 

## نظرة عامة
تُعد الأصول المُدارة مقياسًا شائعًا يستخدم في صناعة الاستثمار التقليدية وكذلك في التمويل اللامركزي،  مثل العملات المعماة، لقياس حجم ونجاح كيان إدارة الاستثمار.  تمثل الأصول المدارة القيمة السوقية لجميع الأوراق المالية التي تمتلكها وتديرها كيان مالي، أو تديرها ببساطة. 
غالبًا ما تتم مقارنة الأصول المدارة للكيان بالبيانات التاريخية للتعبير عن مقدار النمو (أو نقصه). كما يتم مقارنتها في كثير من الأحيان مع الأصول المدارة لدى المنافسين، مع زيادة في الأصول المدارة كدليل على الأداء الإيجابي (النمو). ومع ذلك، فإن استراتيجيات الاستثمار قد تكون مقيدة بالقدرة. وهذا يعني أن أداء الاستثمار في الاستراتيجية يتأثر سلباً إذا كانت تدير قدراً كبيراً من رأس المال. بمعنى آخر، يتأثر الأداء سلبًا إذا تجاوزت الأصول المدارة القدرة الاستراتيجية.  ونتيجة لذلك، قد تصبح هذه الصناديق مغلقة أمام المستثمرين الجدد.  بالنسبة لهذه الصناديق، قد لا يكون حجم الأصول المدارة مقياسًا دقيقًا للنجاح. على سبيل المثال، يدير صندوق SPDR S&amp;P 500 المؤشري أصولاً بقيمة 400 مليار  دولار أمريكي تقريباً. إنها ليست مقيدة بالقدرة، وهي لا تزال مفتوحة للمستثمرين الجدد. في المقابل، حقق صندوق ميداليون التابع لشركة رينيسانس تكنولوجيز أداءً أفضل بكثير من مؤشر ستاندرد آند بورز 500 منذ إنشائه. ومع ذلك، فإنه يدير أصولاً أقل (يقال إنها تبلغ حوالي 34.8 مليار  دولار أمريكي) من صندوق مؤشر SPDR S&amp;P 500 لأنه مكتتب فيه أكثر من المطلوب ومغلق أمام المستثمرين الجدد.
يمكن أن تختلف طرق حساب الأصول المدارة بين الشركات أو البروتوكولات اللامركزية.  تفرض شركات إدارة الاستثمار عمومًا رسومًا على عملائها كنسبة من الأصول المدارة، وبالتالي فإن الأصول قيد الإدارة، جنبًا إلى جنب مع متوسط معدل الرسوم للشركة، هي العوامل الرئيسية التي تشير إلى الإيرادات الإجمالية لشركة إدارة الاستثمار. قد يعتمد هيكل الرسوم على الترتيبات التعاقدية بين كل عميل والشركة أو الصندوق. وتستخدم البروتوكولات اللامركزية أيضًا مجموعة متنوعة من الطرق لتحفيز نمو الأصول المدارة، عادةً في شكل تقديم عائد لأولئك الذين يقومون بدور توفير السيولة على البروتوكول.
ترتفع الأصول الخاضعة للإدارة وتنخفض. وقد تزيد هذه المخاطر عندما يكون أداء الاستثمار إيجابيا، أو عندما يتم جلب عملاء جدد وأصول جديدة إلى الشركة. عادةً ما يؤدي ارتفاع الأصول المدارة إلى زيادة الرسوم التي تولدها الشركة. وعلى العكس من ذلك، تنخفض الأصول المدارة بسبب الأداء الاستثماري السلبي وكذلك عمليات الاسترداد أو السحب، بما في ذلك إغلاق الصناديق وانشقاق العملاء وغيرها من الأحداث السلبية بشكل عام. تميل الأصول المدارة المنخفضة إلى التسبب في انخفاض الرسوم المولدة.

## محتوى
يختلف التعريف الدقيق للأصول المدارة حسب المؤسسة، حيث قد تدرج بعض الشركات أصولاً معينة على أنها "تحت الإدارة"، في حين أن شركات أخرى قد لا تفعل ذلك. يتضمن بعضها الودائع المصرفية، والصناديق المشتركة، والنقد في حساباتها، بينما يأخذ البعض الآخر في الاعتبار فقط الأموال التقديرية التي قدمها المستثمرون لمستشار للتداول نيابة عنهم.
في حين أن الشركات المختلفة قد تتضمن أصولاً لا تتضمنها الشركات الأخرى في حساب الأصول المدارة الخاصة بها، فإن الأصول قيد الإدارة تشمل عادةً ما يلي:
- رأس المال الذي تم جمعه من المستثمرين؛
- رأس المال الذي يعود إلى مديري شركة إدارة الصناديق.

على سبيل المثال، إذا ساهم مديرو الصناديق بمبلغ ملياري دولار أمريكي من رأس مالهم في الصندوق وجمعوا 10 مليارات دولار إضافية من المستثمرين، فإن أصولهم المدارة تبلغ 12 مليار دولار. 

### القيمة الصافية للأصول مقابل الأصول تحت الإدارة
القيمة الصافية للأصول (NAV) هي القيمة الإجمالية للأصول مطروحًا منها جميع التزاماتها لصندوق ما، مثل صندوق الاستثمار المشترك أو صندوق الاستثمار المتداول، وغالبًا ما يتم عرضها على أساس كل سهم. يوضح صافي قيمة الأصول السعر الذي يمكن به شراء وبيع أسهم الصندوق.
على النقيض من ذلك، يشير مصطلح الأصول تحت الإدارة إلى قيمة الأصول التي يديرها فرد أو شركة، وليس صندوقًا. على عكس القيمة الصافية للأصول، فإن الأصول المدارة تشير إلى القيمة الإجمالية للأصول التي يتم إدارتها بدلاً من التعبير عنها على أساس كل سهم. 

## الأصول قيد الاستشارة
المفهوم المرتبط في صناعة الاستثمار بالأصول قيد الإدارة هو الأصول قيد الاستشارة (AUA). يقيس هذا المؤشر القيمة السوقية الإجمالية لجميع الأصول المالية التي ينصح بها مؤسسة مالية، والتي عادة ما تكون مستشارًا استثماريًا أو وسيطًا. لا تتمتع الشركة الاستشارية عادة بسلطة تقديرية في إدارة الأصول، ولكنها بدلاً من ذلك تقدم المشورة بشأن كيفية إدارة تلك الأصول. على سبيل المثال، لنفترض أن مستشاراً استثمارياً تم تعيينه من قبل صندوق معاشات تقاعدية بقيمة 100 مليار دولار أميركي لتقديم المشورة للصندوق بشأن بناء المحفظة، وتخصيص الأصول، واختيار مدير الصندوق، وما إلى ذلك. وسوف يضم المستشار مبلغ 100 مليار دولار إلى إجمالي الأصول المسموح بها لشركته. لا يتمتع المستشار بسلطة تقديرية لإدارة الأصول وبالتالي لن يدرج الأصول في الأصول الخاضعة للإدارة الخاصة بشركته. تشمل شركات الاستشارات الاستثمارية العالمية التي تمتلك أكبر أصول قيد الاستشارة شركة ميرسر (15 تريليون دولار أميركي)، وشركة أي أو أن للتأمين (3.1 تريليون دولار أميركي)، وراسل للاستثمارات (2.6 تريليون دولار أميركي)، ومجموعة ميكيتا للاستثمار (1.7 تريليون دولار أميركي)، وهاملتون لين (734.8 مليار دولار أميركي)، وألبورن بارتنرز (700 مليار دولار أميركي)، وكامبريدج أسوشيتس (548 مليار دولار أميركي).

## الأصول تحت الحراسة و/أو الإدارة
ويعتمد المستثمرون المؤسسيون ومديرو الأصول على البنوك والمؤسسات المالية غير المصرفية في معالجة الصفقات المحلية والعابرة للحدود، والحفاظ على الأصول المالية آمنة وخدمة المحافظ المرتبطة بها، وهو عمل يشار إليه تقليديا باسم الحراسة وبشكل متزايد باسم خدمة الأصول. ويقوم مقدمو الخدمات هؤلاء وغيرهم أيضًا بمجموعة من أنشطة إدارة الأموال.
تشير مقاييس الأصول تحت الحراسة والأصول تحت الإدارة إلى القيمة السوقية الإجمالية لمزود الخدمة لجميع أصول العميل التي يحتفظ بها بصفته الوصي ومدير الصندوق على التوالي. تُسجل البيانات التي تم جمعها بواسطة globalcustody.net على أكثر من 50 موفر خدمة نموًا هائلاً في الحجم الإجمالي لهذا السوق خلال جيل واحد. في عام 1999، كان لدى ثلاثة أمناء أصول عملاء تبلغ قيمتها نحو 6 تريليون دولار أميركي. بحلول عام 2003، تجاوزت قيمة الأصول الخاضعة للحراسة و/أو الإدارة في ستيت ستريت 10 تريليون دولار أميركي. وتشير الأرقام الأخيرة إلى أن قيمة أصول بي أن واي ميلون لا تقل كثيراً عن 50 تريليون دولار أميركي.

## روابط خارجية
- مسح أنشطة إدارة الصناديق لعام 2005
- أصول صناديق الثروة السيادية قيد الإدارة